# Conquista de Malaca (1511)

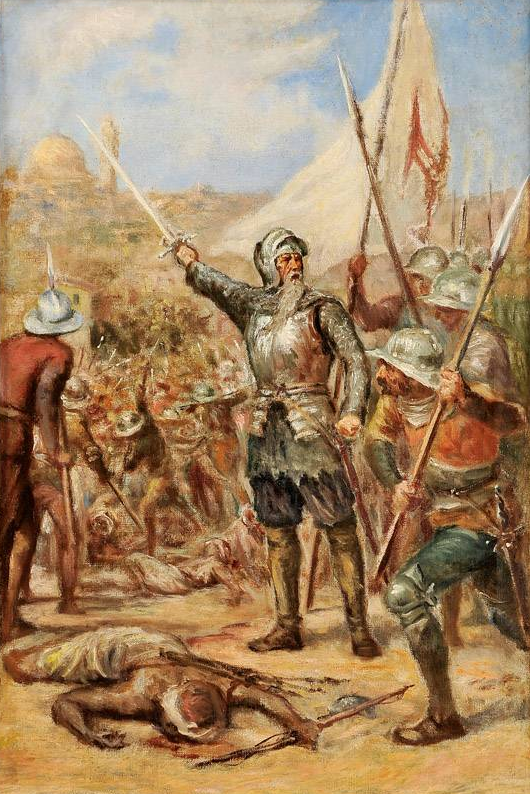
Conquista de Malaca, por Ernesto Condeixa

A conquista de Malaca pelos Portugueses deu-se em 1511 sob a liderança de Afonso de Albuquerque.
A cidade portuária de Malaca controlava o estratégico estreito de Malaca, por onde passava todo o comércio marítimo entre a China e a Índia. A conquista de Malaca resultou de um plano do rei de Portugal D. Manuel I, que em 1505 determinara minar o comércio muçulmano no Oceano Índico em direcção à Europa através da captura de Adém, a fim de bloquear o comércio por via de Alexandria, a captura de Ormuz, a fim de bloquear a via de Beirute, e Malaca para controlar o comércio com a China.
Tendo partido de Cochim em Abril de 1511, a expedição não poderia voltar para trás caso necessário, devido ao regime de ventos da monção; se tivessem falhado a conquista, teriam ficado presos no sudeste Asiático sem poderem voltar para as suas bases na Índia. Foi a mais distante conquista na história da humanidade até então.

## Contexto
As mais antigas referências portuguesas a Malaca surgem após Vasco da Gama ter descoberto o caminho marítimo para a Índia e regressado a Portugal. A cidade foi descrita como situada 40 dias de vela a partir Índia, onde se vendiam cravo, noz-moscada, porcelanas e sedas, e supostamente era governada por um soberano que podia reunir 10.000 guerreiros e era cristão. Desde então, D. Manuel manifestou interesse em estabelecer contacto com Malaca, acreditando que se situava no do anti-meridiano de Tordesilhas ou próximo. Em 1505, Dom Francisco de Almeida foi nomeado primeiro vice-rei da Índia, e encarregue de descobrir sua localização precisa, entre outras coisas. 

D. Francisco, porém, viu-se impossibilitado de dedicar recursos à empreitada e limitou-se a enviar Francisco Pereira e Estevão de Vilhena, a bordo de um navio mercante muçulmano sob disfarce, em agosto de 1506. A missão foi mal-sucedida pois os emissários foram descobertos e quase linchados na Costa de Coromandel, e em novembro regressaram a Cochim.

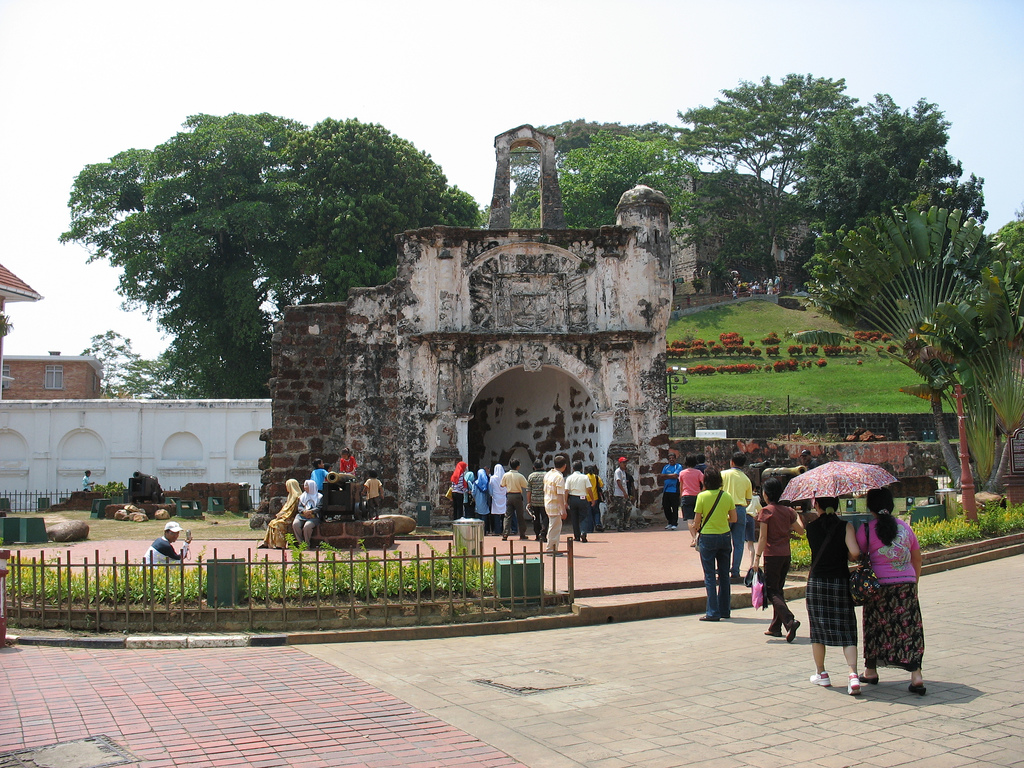
Porta da fortaleza de Malaca mandada construir por Afonso de Albuquerque após a conquista

Insatisfeito com a falta de resultados demonstrada por D. Francisco, em abril de 1508, o rei D. Manuel mandou sair de Lisboa diretamente para Malaca uma frota de quatro navios comandados de Diogo Lopes de Sequeira, que também foi encarregado de cartografar a ilha de Madagascar e recolher informações acerca dos chineses. Sequeira recebeu ordens régias instruindo-o a obter permissão para abrir uma feitoria diplomaticamente e comerciar pacificamente especificamente, não responder a provocações e não abrir fogo a menos que sobre si abrissem fogo primeiro:
Vos encomendamos e mandamos que em todas as partes onde chegardes não façais dano nem mal algum, antes todos de vós recebam honra e favor e gasalhado, e bom trato, porque assim cumpre nestes começos por nosso serviço. E ainda que pela ventura contra vós se cometa alguma coisa, dissimulá-lo-eis o melhor que puderdes, mostrando que ainda que tivésseis causa e razão para fazerdes dano, o leixais de fazer por assim vos foi mandado por nós, e não quererdes senão paz e amizade; pero, se ou armando sobre vós ou vos fazendo algum engano tal que vos parecesse que vos queriam desarmar, então farês a quem isto vos cometesse todo o dano e mal que podesseis, e em outro caso não fareis nenhuma guerra nem mal.

Carta de D. Manuel a Diogo Lopes de Sequeira.
Em abril de 1509 a frota aportava em Cochim e o vice-rei, Dom Francisco de Almeida, incorporou-lhe outra nau para fortalecê-la. A decisão não foi totalmente inocente, pois a bordo viajavam vários apoiantes do rival de Almeida, Afonso de Albuquerque. Entre os tripulantes desta nau contava-se Fernão de Magalhães.

## A cidade

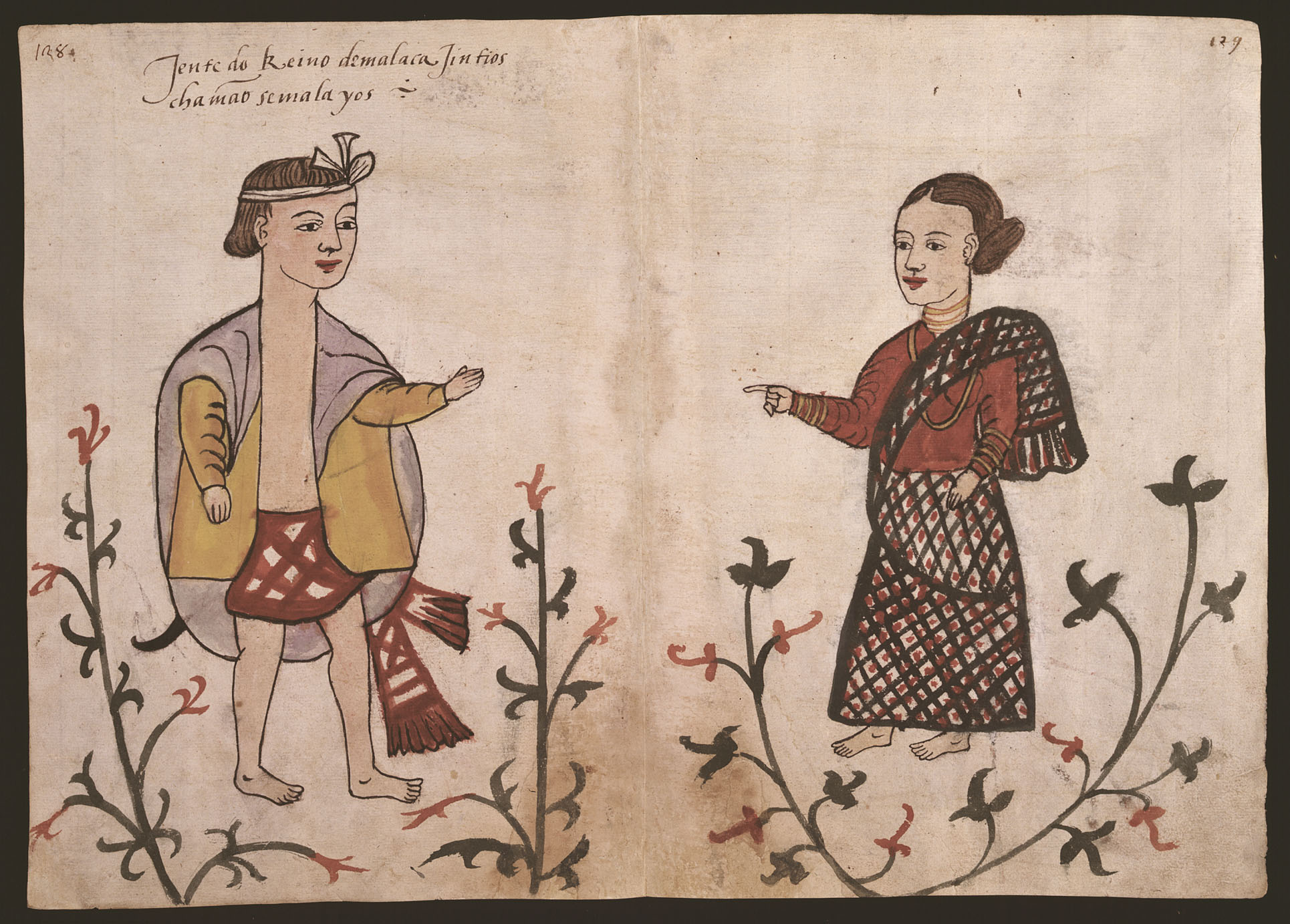
Malaios representados no Códice Casanatense

Fundada no início do século XV, por Malaca passava todo o comércio entre a China e a Índia. Como resultado da sua posição estratégica ideal, a cidade albergava muitas comunidades de mercadores, entre os quais se incluíam árabes, persas, turcos, arménios, birmaneses, bengaleses, siameses, peguanos e luções, sendo as quatro mais influentes as de muçulmanos guzerates, javaneses, hindus do Costa de Coromandel e chineses. De acordo com Tomé Pires, que viveu em Malaca entre 1512 e 1514, nada menos que 84 dialectos eram falados em Malaca. O feitor português Rui de Araújo dissera ter a cidade 10 mil casas. Estimativas modernas colocam a população média da cidade em cerca de 40.000. Malaca mantinha em cativeiro um grupo de canibais da Nova Guiné a quem os condenados de crimes graves eram entregues para serem comidos.
Porém, a cidade fora construída em terreno pantanoso e cercada por inóspita floresta tropical, e precisava importar tudo para seu sustento, como o arroz vital, fornecido pelos javaneses. Para abastecer sua população, Malaca dependia de pelo menos 100 juncos anualmente importando arroz de vários locais: cerca de 50 a 60 juncos de Java, 30 de Sião e 20 de Pegu. Malacca era principalmente uma cidade comercial sem interior agrícola substancial. Como Ma Huan observou no século anterior: "Tudo é terra arenosa e salgada. O clima é quente de dia, frio à noite. Os campos são inférteis e as colheitas pobres; (e) as pessoas raramente praticam a agricultura".
Malaca não tinha muralhas, somente paliçadas de bambu que eram erguidas para defesa temporária. Era semelhante a Jor, Brunei e Achem. Os comerciantes mais ricos mantinham seus bens comerciais armazenados em um gedong (godown) ou armazém de pedra, construído parcialmente abaixo do nível do solo. Ma Huan escreveu: "Sempre que os navios do tesouro do País Central (China) chegam lá, eles imediatamente erguem uma linha de paliçadas, como uma muralha da cidade, e erguem torres para os tambores de vigia em quatro portões; à noite eles tinham patrulhas de polícia carregando sinos; dentro, novamente, eles erguem uma segunda paliçada, como uma pequena muralha, (dentro da qual) eles construíam armazéns e celeiros; (e) todo o dinheiro e provisões eram armazenados neles". 

## Contacto com os Portugueses

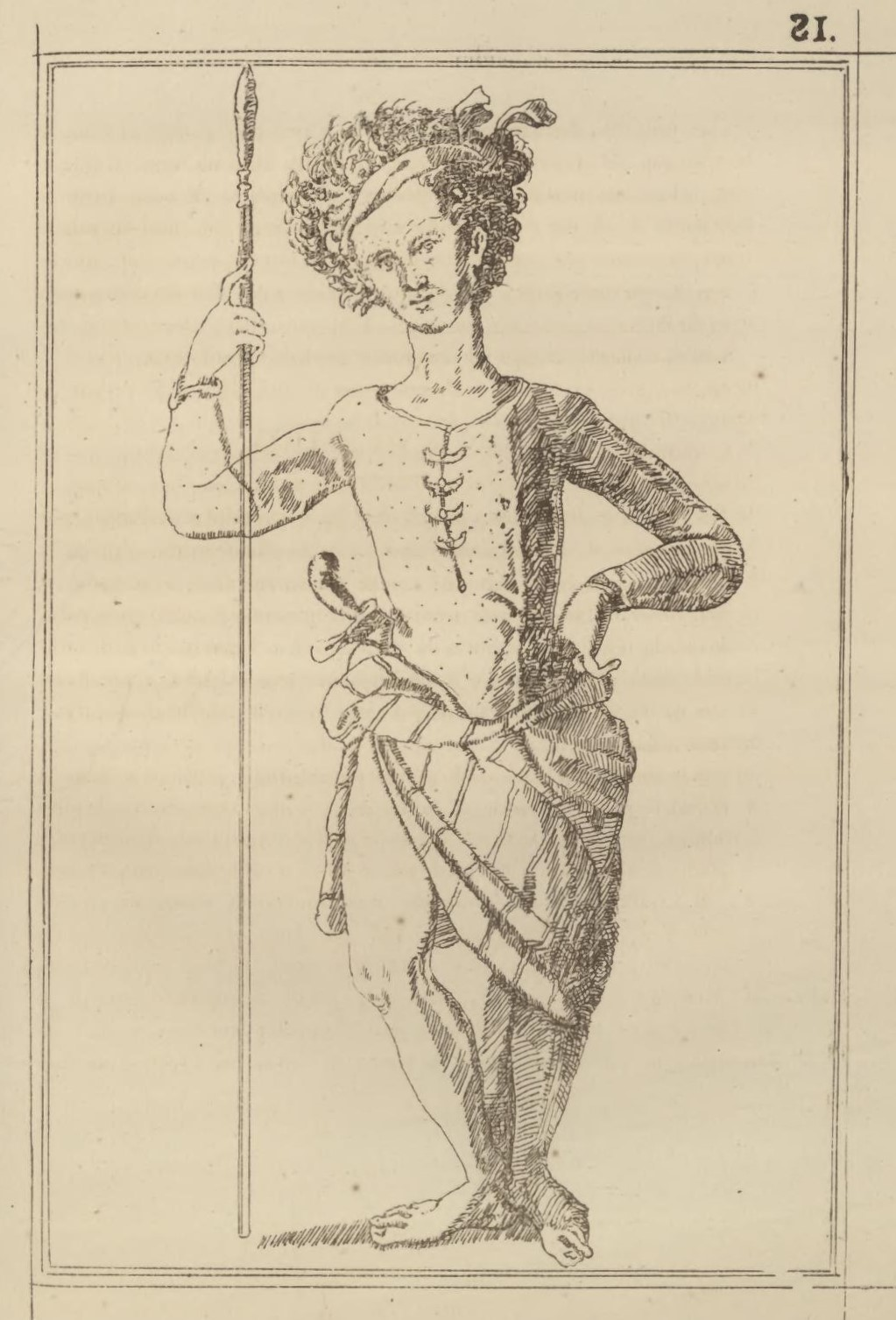
Guerreiro malaio, ilustrado por Manuel Godinho de Erédia.

A expedição de Diogo Lopes de Sequeira chegou a Malaca em setembro de 1509 e imediatamente o capitão-mor procurou entrar em contacto com os mercadores chineses no porto. Eles convidaram-no para jantar a bordo de um de seus juncos mercantes e o receberam muito e conseguiram marcar-lhe uma audiência com o Sultão Mamude. O sultão prontamente concedeu aos portugueses autorização para abrirem uma feitoria e lhes disponibilizou um edifício vago para o efeito. No entanto, as poderosas comunidades mercantes dos muçulmanos guzerate e javaneses sentiam os seus interesses ameaçados pela presença dos portugueses e convenceram o sultão Mamude e o bendará a trair e capturar os portugueses.
Sequeira, entretanto, estava tão convencido da boa-vontade do sultão que menosprezou a informação que Duarte Fernandes, cristão-novo que falava parsi, obteve de uma estalajadeira persa sobre os preparativos em curso para destruir a frota, confirmados até pelos mercadores chineses. Ele encontrava-se a jogar xadrez a bordo da sua nau capitânia quando a frota malaia, disfarçada de mercadores, atacou em massa os navios portugueses. Os portugueses escorraçaram a tiro todas as tentativas de abordagem, mas vendo-se incapazes de desembarcar quaisquer forças para resgatar os portugueses que haviam ficado na feitoria, o Segueira decidiu regressar à Índia antes que monção começasse e os deixasse totalmente presos no Sudeste Asiático. 
Antes de partir, enviou ao sultão e ao bendará dois cativos, cada um com uma flecha atravessada no crânio como ameaça do que lhes haveria de suceder caso algum mal recaísse sobre os 20 portugueses que se renderam e seriam deixados para trás.

## Preparativos para a conquista

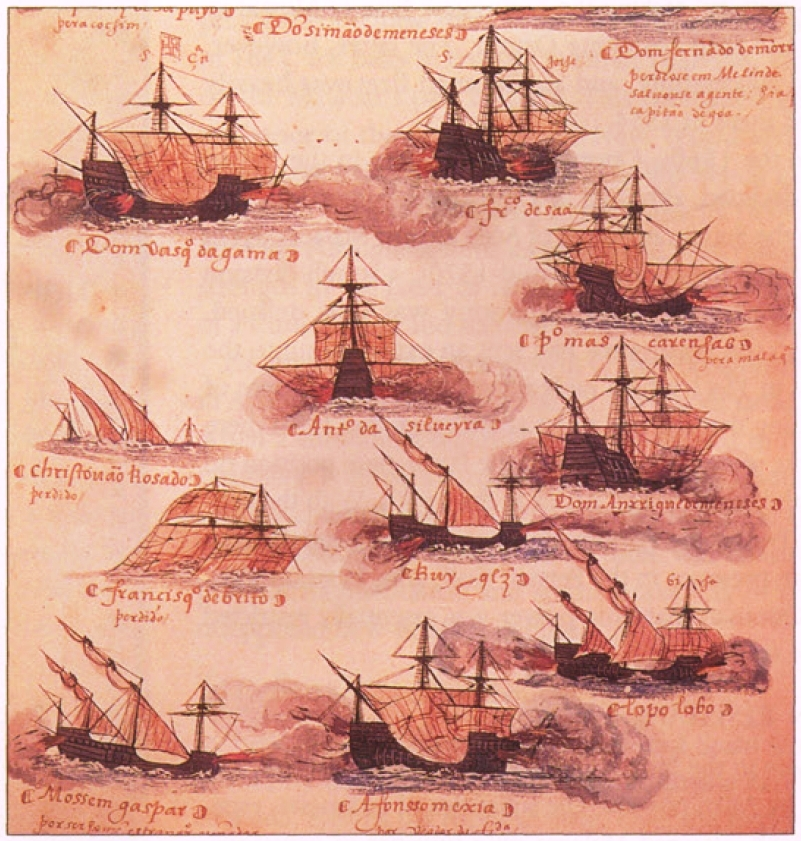
Naus e caravelas portuguesas representadas no Livro das Armadas.

Quando Sequeira chegou à Índia em Abril e soube que Afonso de Albuquerque substituíra Dom Francisco de Almeida no governo da Índia, partiu de imediato para Portugal, receando represálias por ter antes apoiado D. Francisco.
Nesse mesmo mês, em Lisboa, D. Manuel despachou outra frota sob o comando de Diogo de Vasconcelos para comerciar directamente com Malaca, partindo do pressuposto de que o Sequeira havia conseguido estabelecer relações comerciais com a cidade. Vasconcelos chegou à ilha de Angediva em agosto de 1510, e ali encontrou o Afonso de Albuquerque com a sua frota, preparando-se para conquistar Goa.

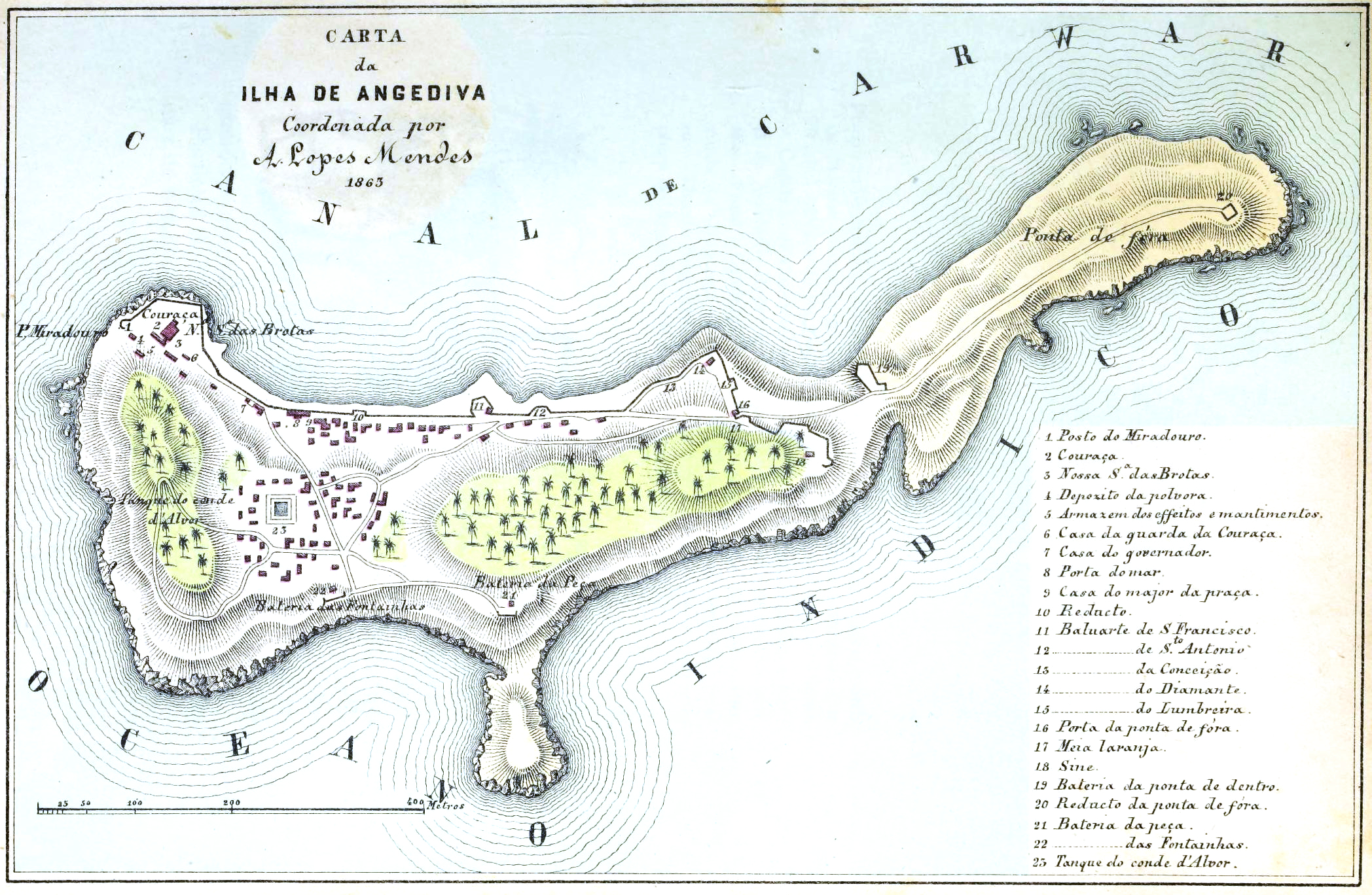
A ilha de Angediva.

Albuquerque havia recebido mensagens dos cativos de Malaca, escritas pelo feitor Rui de Araújo, e enviadas por emissários do mais poderoso mercador de Malaca, um hindu chamado Nina Chatu, que ajudava os portugueses. Araújo indicara a força militar do sultão, a importância estratégica de Malaca, bem como o cativeiro atroz em que se encontravam, sendo torturados para que ensinassem os malaios a construir e fazer armas de fogo:
Senhor, 
Não podemos dar conta a Vossa Mercê inteiramente das cousas desta terra, porque, como homens cativos e cheios de medo, que estão entre a mais má gente que Deus criou, não ousamos a perguntar por elas, nem praticá-las com ninguém.[...] As suas bombardadas, essas que aí há, a maior parte delas, são como espingardões, e outras como as que soía haver em Calecute, que tiram com pelouros atochados na boca; e para umas e outras carece muito de bombardeiros e pólvora, que uma das maiores opressões que nos deram, e ainda agora recebemos, foi e é por isso; e quis Nosso Senhor que destes homens que aqui estamos nenhum deles o soubesse fazer, e segundo a fraqueza de alguns e muita tribulação que tivemos, não duvido que, por sua salvação, algum não fizera mau recado. [...]. 

Carta de Rui de Araújo a Afonso de Albuquerque, escrita em Malaca a 6 de fevereiro de 1510.
Albuquerque tinha, portanto, perfeita noção que as ordens de Vasconcelos estavam desfasadas, e logrou convencê-lo a ajudar a conquistar Goa em vez de prosseguir para Malaca inutilmente. 
Goa caíu em mãos dos Portugueses em Dezembro mas, pouco depois, Vasconcelos foi preso por se ter amotinado contra Albuquerque. O governador assumiu então o controlo da expedição e partiu de Cochim à conquista de Malaca em Abril de 1511 com 18 navios (11 naus, 3 caravelas, 2 galés) e 1000 soldados (700 portugueses e 300 malabares). 

### Travessia do Oceano Índico

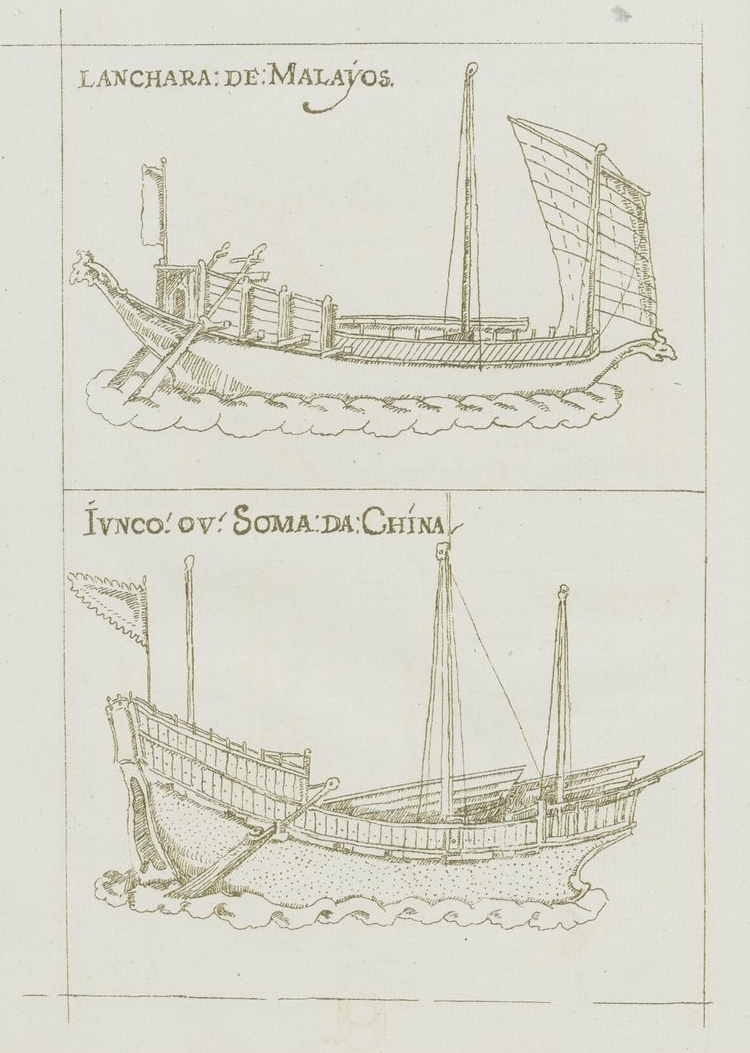
Ilustração portuguesa de um junco e uma lanchara malaia, executada por Manuel Godinho de Erédia.

Durante a viagem para o Sudeste Asiático, a armada perdeu uma galé e uma velha nau. No Reino de Pedir em Sumatra, a frota resgatou nove portugueses que haviam conseguido fugir de Malaca; relataram a Albuquerque que a cidade estava dividida internamente e que o bendará havia sido assassinado recentemente. Ali interceptaram também vários navios mercantes do Sultanato de Guzerate, inimigo dos portugueses.
Passando por Pacém os portugueses depararam-se com dois juncos, um de Coromandel, que foi imediatamente capturado, e outro de Java que pesava mais de 600 toneladas. Era um junco maior até do que a nau capitânia, a Flor do Mar. Albuquerque exigiu que amainassem, mas foi respondido a tiro, tendo os portugueses rapidamente seguiram o exemplo. No entanto, a artilharia portuguesa revelou-se ineficaz: os pelouros ricocheteavam no casco do junco. Após dois dias de bombardeio contínuo, porém, o mastros os junco foram derrubados, o convés queimado por granadas de fogo, 40 dos 300 tripulantes mortos e ambos os lemes destruídos, e rendeu-se por fim. A bordo os portugueses encontraram o rei de Pacém, que Albuquerque esperava trocar pelos prisioneiros em Malaca.

## Conquista Portuguesa

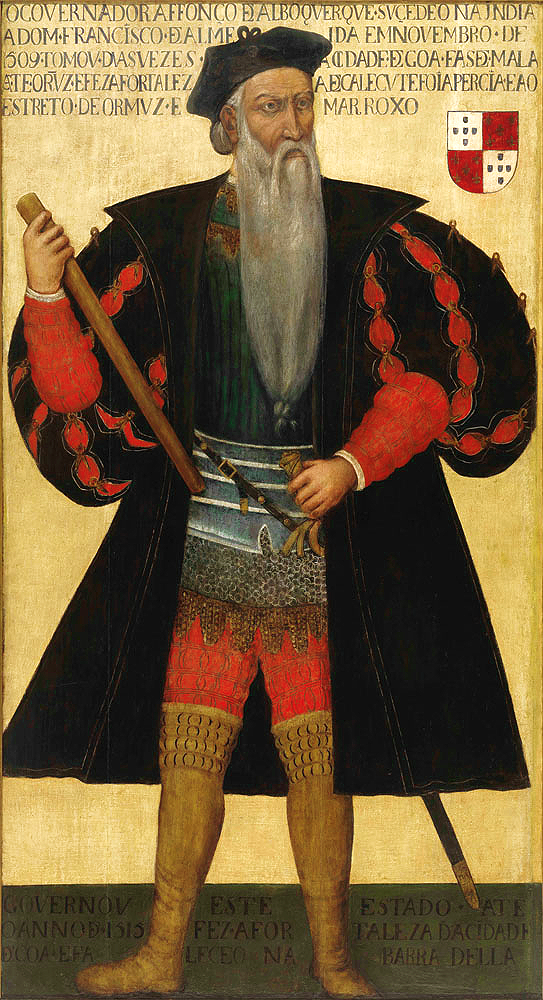
Afonso de Albuquerque, segundo governador da Índia.

A armada chegou a Malaca a 1 de Julho, ao som de salvas de artilharia e exibindo preparativos de batalha, o que causou grande temor no porto. Albuquerque declarou que nenhum navio zarparia sem permissão sua, e imediatamente procurou negociar a devolução prisioneiros ainda em poder do Sultão. Como Albuquerque considerara a conduta do sultão desonrosa e traiçoeira, exigiu que os devolvesse sem resgate como sinal de boa fé. O sultão respondeu com respostas vagas e evasivas e insistiu para que Albuquerque assinasse um tratado de paz primeiro. Na verdade, o sultão procurava somente ganhar tempo para fortificar a cidade e convocar a sua frota, cujo almirante os portugueses identificaram como Lassemane (Malaio para "almirante").
Albuquerque, entretanto, continuava a receber mensagens do prisioneiro Rui de Araújo, que informava Albuquerque da força militar do sultão, através de Nina Chatu. O sultão tinha ao seu dispor 20.000 homens, incluindo arqueiros turcos e persas, milhares de peças de artilharia e 20 elefantes de guerra, mas observou que a artilharia era grosseira e carecia de artilheiros. Até Albuquerque informaria  mais tarde o rei que apenas 4.000 tinham real valor militar.
O sultão, por sua vez, não se deixou intimidar muito com o pequeno contingente português. Albuquerque escreveria mais tarde ao rei D. Manuel que, o sultão havia conseguido estimar correctamente o número total de soldados a bordo da sua frota com uma margem de erro de "menos de três homens". O sultão permaneceu portanto  na cidade a organizando as defesas, "não percebendo o grande perigo que corria".
Após semanas de negociações paralisadas, em meados de julho os portugueses bombardearam a cidade. Assustado, o sultão prontamente libertou os prisioneiros e Albuquerque aproveitou para exigir ainda uma pesada compensação: 300.000 cruzados e autorização para construir uma fortaleza onde quisesse. O sultão recusou. Presumivelmente, Albuquerque já havia antecipado a resposta do sultão. O Governador reuniu seus capitães em conselho e revelou-lhes o ataque teria lugar na manhã seguinte, 25 de julho, Dia de Santiago.
Durante as negociações, Albuquerque foi visitado por representantes de várias comunidades mercantis, como os hindus, que manifestaram o seu apoio aos portugueses. Os chineses ofereceram-se para ajudar como pudessem mas Albuquerque solicitou-lhes nada mais do que barcaças para ajudar a desembarcar as tropas, dizendo que não desejava que os chineses sofressem represálias caso o ataque falhasse. Convidou-os também a assistirem à luta em segurança de longe, numa galé portuguesa, e autorizou quem quisesse partir a zarpar de Malaca, o que deixou aos chineses uma boa impressão dos portugueses.

### Primeiro ataque

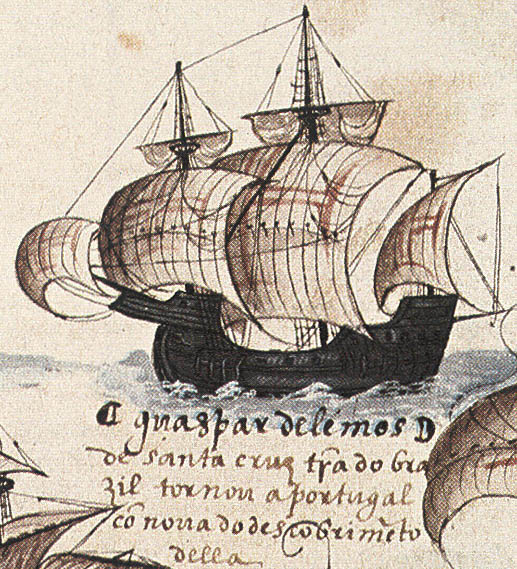
Nau portuguesa, representada no Livro de Lisuarte de Abreu

Albuquerque dividiu as suas tropas em dois grupos: um maior sob o seu comando pessoal e um menor, sob o comando de D. João de Lima. O desembarque começou às 2h da manhã. Enquanto a frota portuguesa bombardeava posições inimigas em terra, a infantaria remava os barcos para as praias em cada lado da ponte a meio da cidade. Imediatamente foram alvejados pela artilharia malaia assente em tranqueiras junto à praia, porém esta revelou-se ineficaz. Albuquerque desembarcou a oeste da ponte, na zona da cidade conhecida como Upeh, ao passo que Dom João de Lima desembarcou no lado leste, Ilher, onde se situava o palácio do sultão e uma mesquita. 
Uma vez em terra, os portugueses lançaram os pavises das barcaças na areia para caminhar sobre os abrolhos e minas de pólvora. Protegidos por elmos e couraças de aço, com os fidalgos envergando armadura integral na liderança, os portugueses tomaram de assalto as posições defensivas malaias, destroçando qualquer resistência. Transpostas as tranqueiras, o esquadrão de Albuquerque obrigou os malaios a recuarem para a rua principal e seguiu em direcção à ponte, onde enfrentaram feroz resistência e um ataque pela retaguarda. 

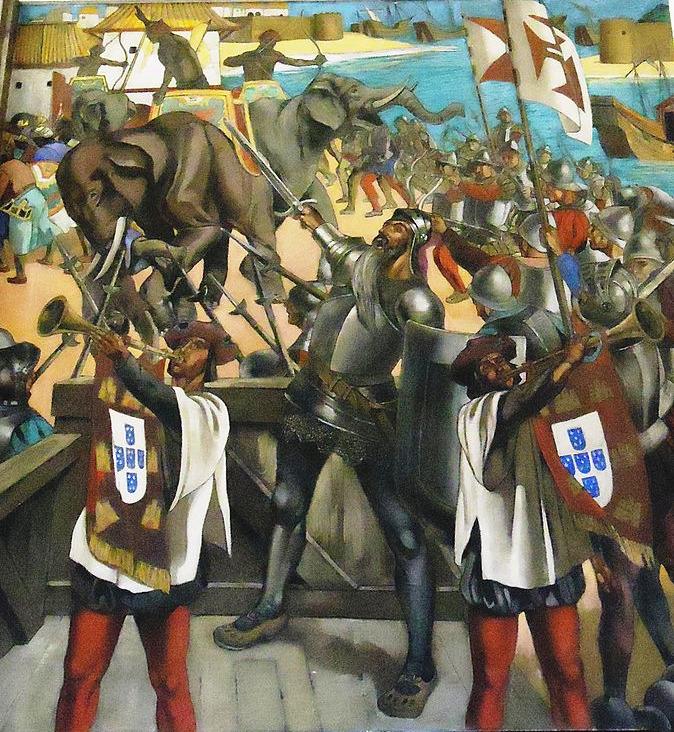
Conquista de Malaca, representada por Rodrigo Rebelo, actualmente no Palácio de Belém em Lisboa.

A leste, o esquadrão de D. João enfrentou um contra-ataque do corpo de elefantes de guerra, comandado pelo sultão em pessoa, seu filho Alauddin, e seu genro, o sultão de Pão. Brevemente vacilantes, os fidalgos portugueses atacaram o elefante real com as lanças, levando-o a fugir em pânico, dispersando os outros elefantes e desordenando as tropas que se lhes seguiam. O sultão caiu do seu elefante, ferido, mas logrou escapar por entre a confusão. A meio do dia, os dois grupos portugueses cercaram a ponte e os defensores saltaram para o rio, sendo interceptados pelas tripulações das barcaças portuguesas. Tomada a ponte, os portugueses levantaram lonas para descansarem, protegidos do sol intenso. Porém, Albuquerque decidiu cancelar o ataque quando percebeu que os mantimentos lhe escasseavam, e ordenou às tropas para reembarcarem, mas incendiaram o palácio real e a mesquita antes de partirem. 
Para evitar que os malaios retomassem posições na ponte, no dia seguinte os portugueses armaram um alto junco com artilharia, que incluía canhões de tiro rápido de retrocarga e lanças muito longas para evitar que fosse abalroado por jangadas incendiárias, e rebocaram-no para junto da ponte. Na foz do rio, encalhou e imediatamente foi alvejado pelas armas de fogo dos malaios; o capitão, António de Abreu, foi baleado na cara mas sobreviveu e recusou ceder o seu posto, declarando que comandaria o navio a partir da cama se necessário.

### Segundo ataque

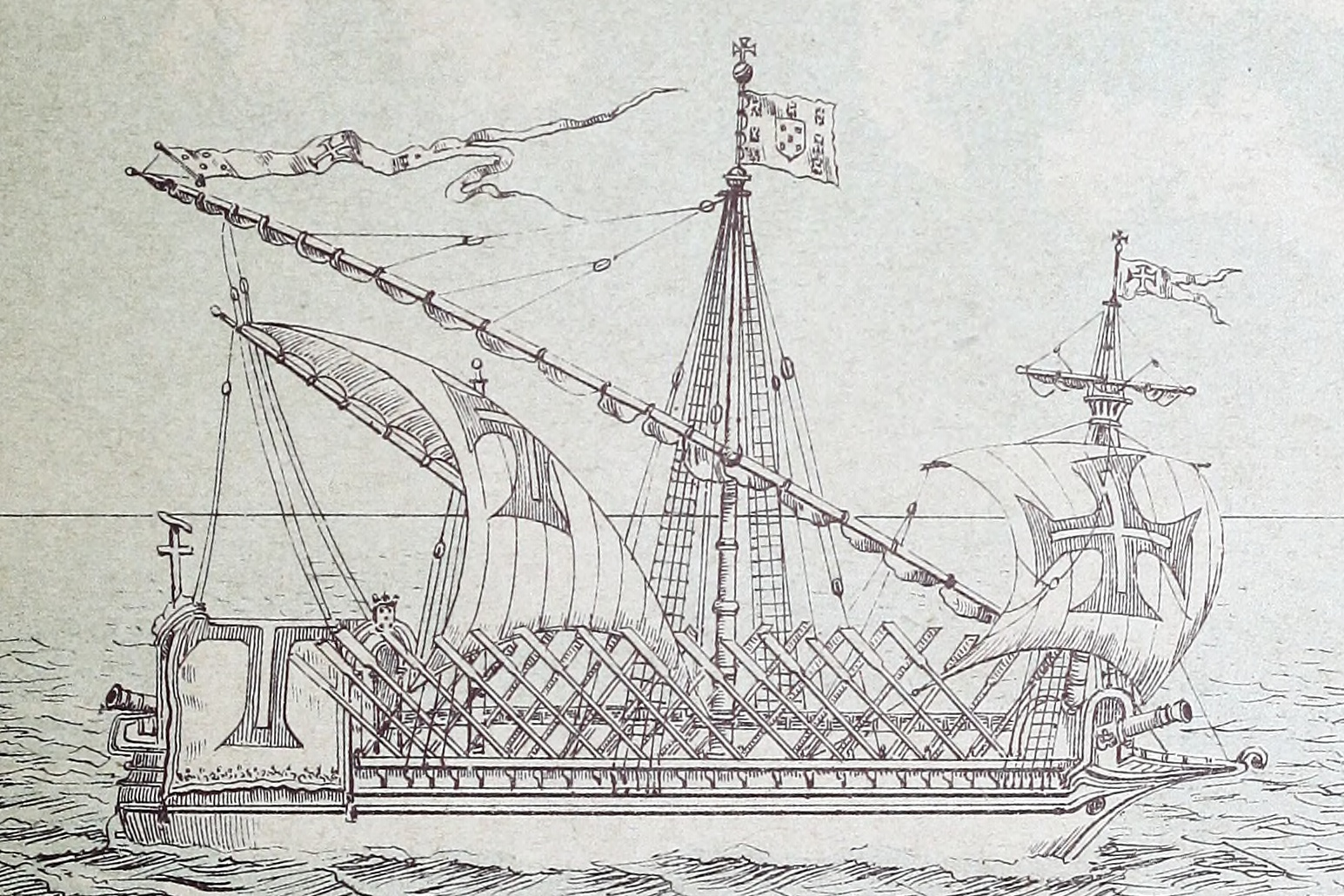
Galé portuguesa no oriente.

A 8 de agosto, o governador reuniu-se em conselho com os seus capitães e invocou a necessidade de tomar a cidade a fim de interromper o riquíssimo fluxo de especiarias para o Cairo e Meca por via de Calecute e impedir que o Islão ali se estabelecesse. Para este ataque, Albuquerque desembarcou a totalidade das suas tropas, divididas em três grupos, no lado ocidental de Malaca – Upé – apoiados por uma pequena caravela, uma galé e barcaças de desembarque artilhadas com canhões. Assim que o junco foi desalojado pela maré que subia pela manhã, atraindo o fogo dos defensores enquanto navegava em direção à ponte, o desembarque começou, ao passo que a armada bombardeava a cidade. 
Desembarcados em terra, os portugueses rapidamente superaram as defesas malaias e recapturaram a ponte, desprovida de defensores. De ambos os lados os portugueses ergueram barricadas feitas de barris cheios de terra, e sobre elas assentaram artilharia. Do lado leste, um esquadrão partiu para atacar a mesquita e após uma luta prolongada novamente desbarataram os defensores. Fortificada a ponte e assegurado o provisionamento das tropas, Albuquerque ordenou que vários fidalgos à testa de alguns esquadrões corressem pelas ruas e neutralizassem os atiradores malaios nos telhados; ao fazerem derrubaram quem lhes resistisse, tendo morrido no ataque também muitos civis. 
Vendo as forças do sultão fraquejar, Albuquerque decidiu tomar o controlo total da cidade, e à cabeça de 400 homens em fileiras de 6 homens de largura avançou pelas ruas, ao som de tambores e trombetas, eliminando quaisquer bolsas de resistência. Segundo Gaspar Correia, assustavam muito os malaios as pesadas lanças ou piques dos portugueses, à moda Europeia, "que nunca antes tinham visto". A operação de limpeza demorou 8 dias. Incapaz de se opor mais aos portugueses, o sultão reuniu seu tesouro real e o que restava de suas forças e finalmente recuou para a selva.

### O saque

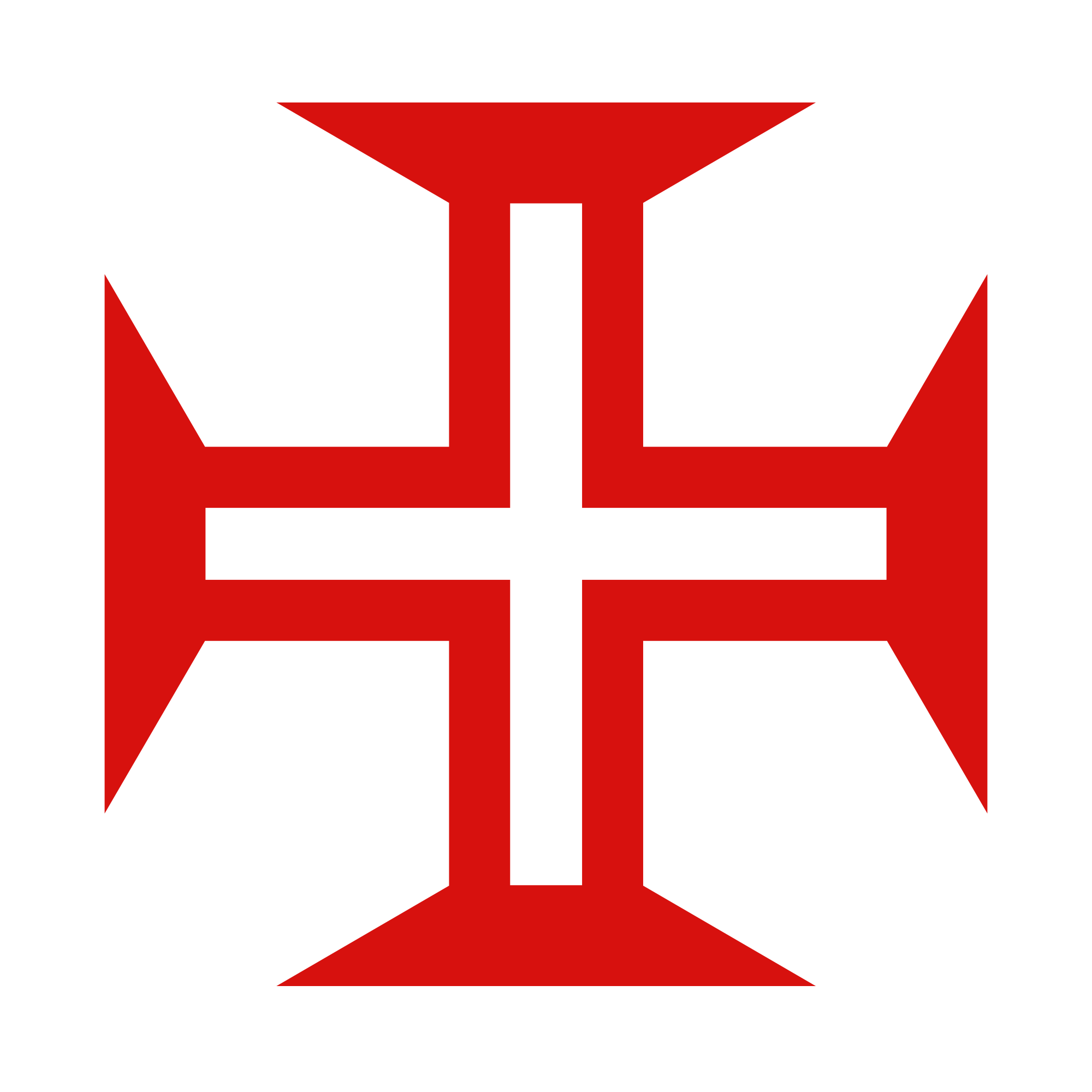
Bandeira naval e de guerra utilizada pelos portugueses, com a cruz da Ordem de Cristo.

Conquistada a cidade, Albuquerque organizou o saque da forma mais controlada possível. Durante três dias, da manhã ao anoitecer, vários grupos reunidos na praia tiveram um tempo limitado para correr pela cidade e regressar com o que pudessem trazer em mãos. Foi-lhes estritamente proibido saquear as propriedades de chineses, hindus e peguanos, que apoiaram os portugueses e receberam bandeiras para marcarem as suas casas. A maioria da população saiu ilesa. O saque foi rico: mais de 200.000 cruzados, 3.000 bombardas de bronze e ferro e vários escravos reverteram para a Coroa.
Segundo Correia, os soldados rasos receberam mais de 4.000 cruzados cada um, ao passo que os capitães recebiam até 30.000. Na época, 1.000 cruzados equivalia aproximadamente à renda anual de um conde em Portugal. Albuquerque recuperou da expedição um banco encrustado de jóias, quatro leões de ouro e até uma pulseira de ouro que diziam ter a propriedade mágica de impedir que o portador sangrasse. Correia estimou que dois terços da riqueza da cidade sobrara.

## Rescaldo e consequências
A operação custou aos portugueses 28 mortos e muitos feridos. As peças de artilharia e armas de fogo do sultão Mamude, foram ineficazes apesar do seu impressionante número. A maioria das baixas portuguesas deveram-se a flechas envenenadas.
O sultão foi deposto, mas não vencido. Retirou-se alguns quilómetros para sul de Malaca, e assentou arraial junto à foz do rio de Muar, onde se encontrava a sua armada, e ali esperou que os portugueses saqueassem a cidade e a abandonassem.

### A Fortaleza

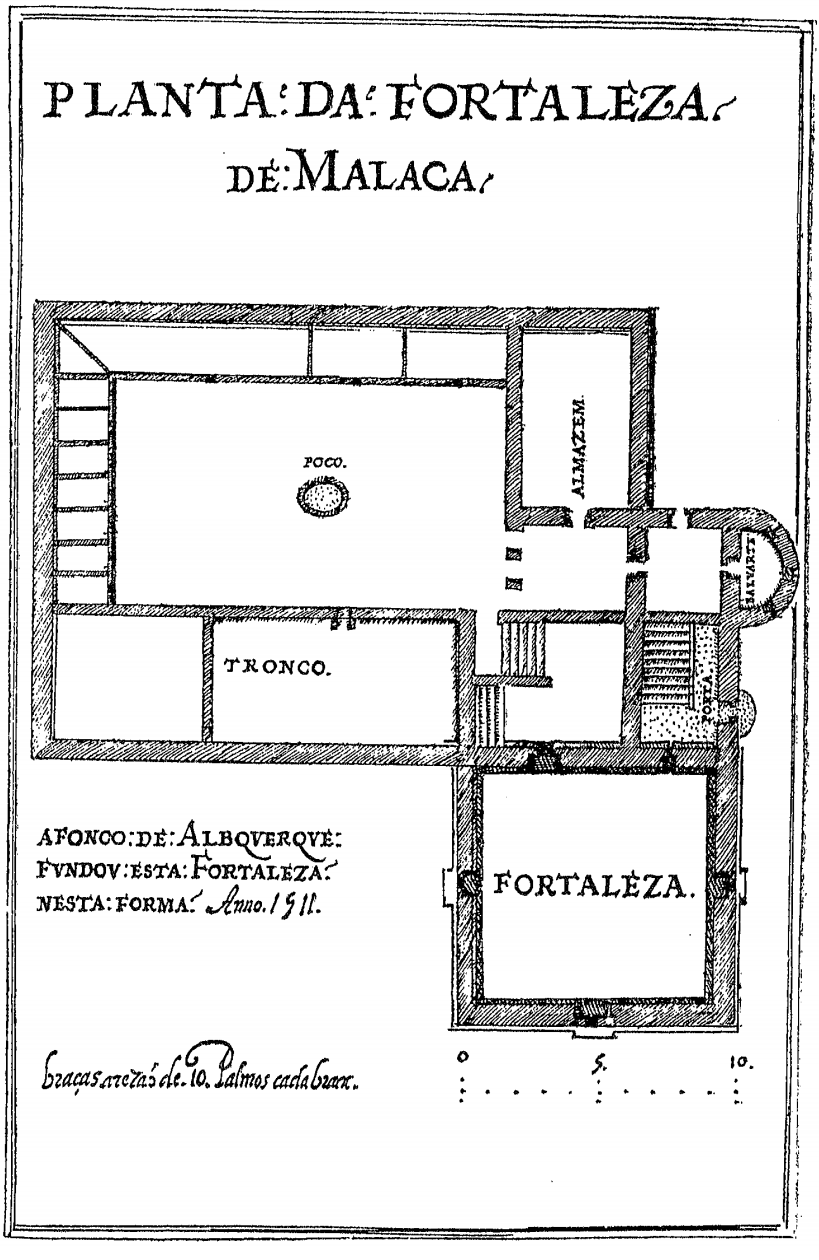
Planta da fortaleza erigida por Albuquerque.

Ao contrário do que esperava o Sultão Mamude, Albuquerque não pretendia só saquear a cidade, mas ocupá-la permanentemente. Para tal, ordenou a construção de uma fortaleza junto à costa, que ficou conhecida como A Famosa, devido à sua torre de menagem invulgarmente alta, com mais de dezoito metros de altura. A pedra foi trazida por mar, pois não havia que chegasse na cidade. 
Apesar dos atrasos causados pelo calor e pela malária, foi concluída em Novembro de 1511, e ficou conhecida como "a famosa", de que hoje sobrevive a porta. Terá sido então que Albuquerque mandou gravar uma grande pedra com os nomes dos principais participantes na conquista. Como se gerou grande discussão sobre a ordem em que deveriam surgir, Albuquerque tê-la-á mandado assentar voltada para a parede, apenas com a inscrição Lapidem quem reprobaverunt aedificantes. ("a pedra que os construtores rejeitaram", em latim da profecia de David, Salmos 118: 22-23) na frente.
Guarnecia-a 500 soldados ao passo que mais 200 serviriam a bordo dos 10 navios deixados para trás como frota da guarnição da cidade.

### Administração e diplomacia

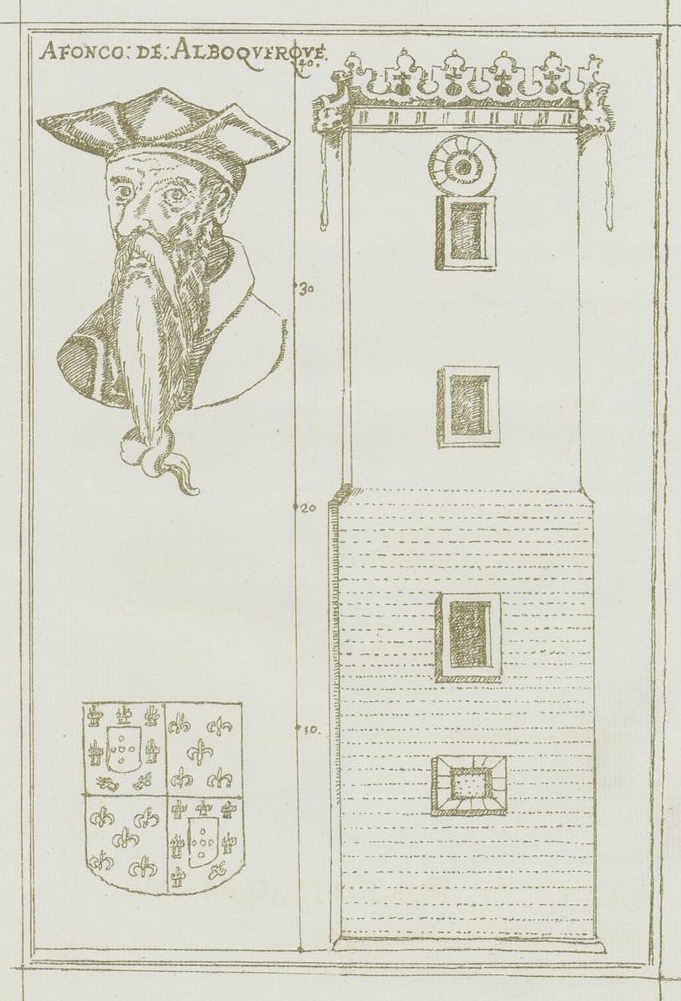
Ilustração da Famosa, a torre de menagem da fortaleza de Malaca.

À medida que as cessavam as hostilidade, Albuquerque percebeu que a manutenção de uma cidade tão distante dependeria muito do apoio que os portugueses pudessem obter da população local e dos reinos vizinhos. Ele prometeu aos habitantes que poderiam prosseguir com os seus negócios tal como antes. Nina Chatu foi nomeado como representante da comunidade hindu ou não muçulmana. Além de auxiliar na governação da cidade e cunhagem de moeda, este forneceu também o juncos onde seguiram diversas missões diplomáticas. A comunidade javanesa, malaia e dos luções também tiveram direito a magistrados próprios (embora o representante javanês, Utimuta Raja, viesse a ser executado e substituído pouco depois por conspirar com o sultão exilado). O julgamento de Utimuta Raja, um importante nobre malaquense, foi o primeiro acto de justiça que os portugueses levaram a cabo em Malaca, segundo o Direito Romano, que granjou a Albuquerque e aos Portugueses a reputação de justos entre os residentes locais:
...foi aquela justiça a primeira que per nossas leis e ordenações, e processada segundo forma de Direito se fez naquela cidade. Com o qual feito o povo de Malaca ficou muito desassombrado daquele tirano, e houve sermos gente de muita justiça.
Nova moeda foi cunhada com o apoio de Nina Chatu e uma parada organizada pelas ruas da cidade, em que as novas moedas eram lançadas de para a população do alto de onze elefantes, a partir de tigelas de prata. Dois arautos proclamaram as novas leis, um em português e outro em malaio, seguidos pelas tropas portuguesas, tocando trombetas e tambores, "para grande espanto dos locais", como diz Gaspar Correia.
Foram enviadas missões diplomáticas ao Pegu e ao Sião para assinar tratados de aliança, bem como de fornecimento de alimentos vitais, como o arroz, para substituir os javaneses, hostis aos portugueses. Albuquerque já tinha antes enviado um emissário, Duarte Fernandes, ao Sião em julho, enquanto o assalto à cidade ainda estava em curso; uma troca de diplomatas garantiu o firme apoio do rei do Sião, que desprezava o sultão Mamude. O Reino do Pegu também confirmou o seu apoio aos portugueses e em 1513 chegaram juncos do Pegu para comerciar em Malaca.

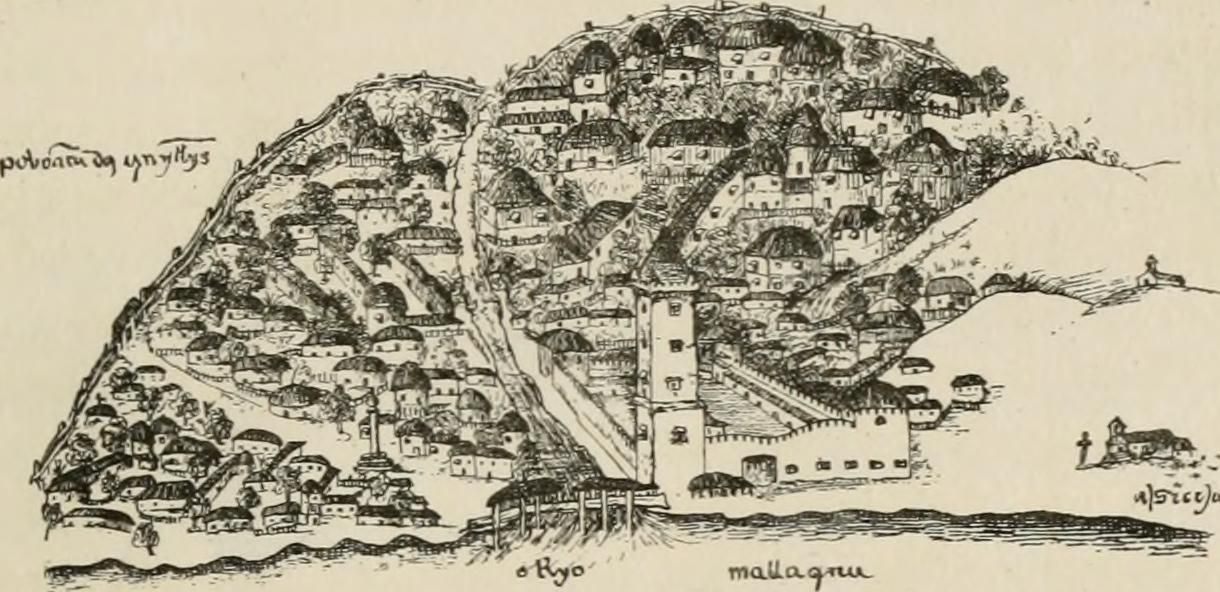
Gravura portuguesa de Malaca, vendo-se a fortaleza em primeiro plano.

Enquanto permaneceu na cidade, Albuquerque recebeu enviados e embaixadores de muitos reinos malaios e indonésios (incluindo o genro do sultão Mamude, o sultão de Pão), com presentes dedicados ao rei de Portugal.

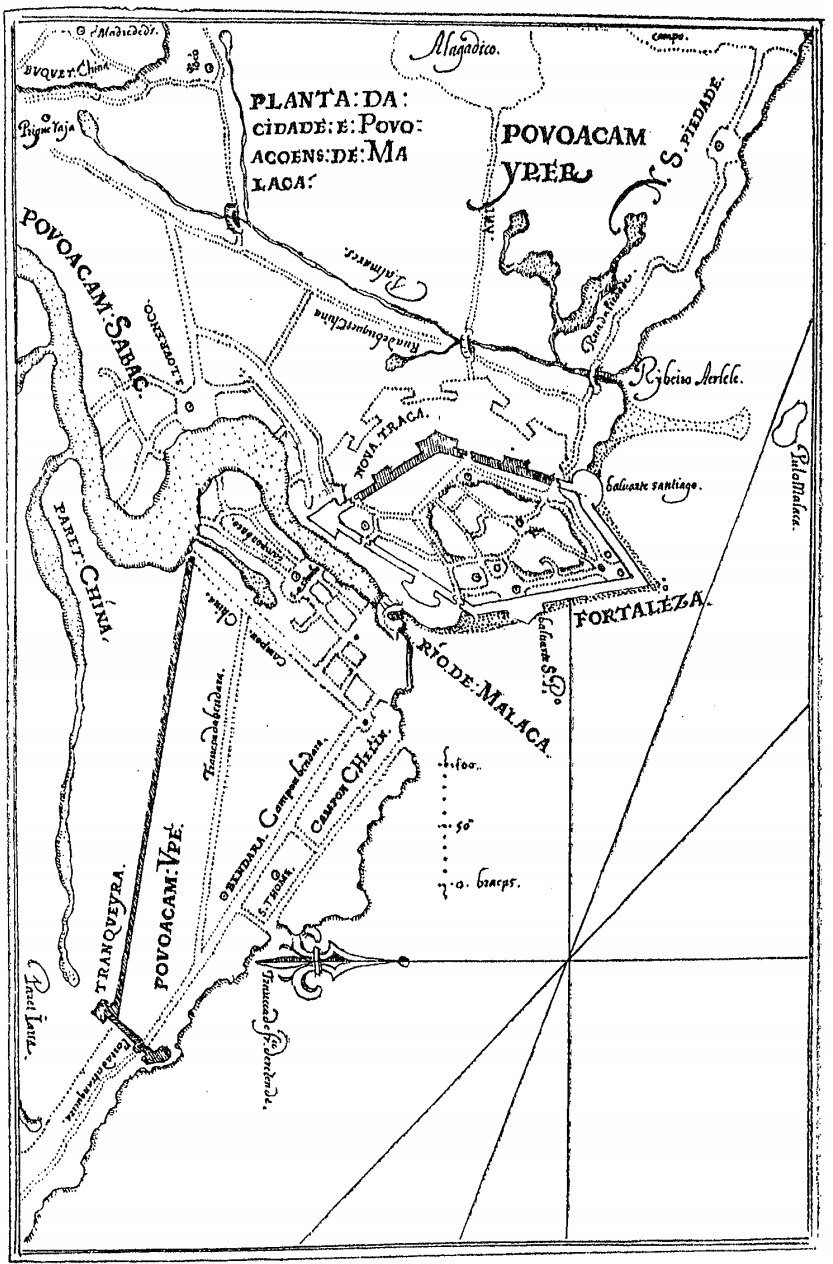
Mapa da cidade de Malaca, executado por Manuel Godinho de Erédia, vendo-se as muralhas que seriam construídas mais tarde.

Os portugueses recuperaram uma grande carta de um piloto javanês, que segundo Albuquerque exibia:
...o Cabo da Boa Esperança, Portugal e a terra do Brasil, o Mar Vermelho e o Mar da Pérsia, as Ilhas do Cravo, a navegação dos Chineses e do Gom, com seus rumos e rotas directas percorridas pelos navios, e o interior, e como os reinos fazem fronteira uns com os outros. Parece-me, Senhor, a melhor coisa que eu já vi, e Vossa Alteza ficará muito satisfeito em vê-la; tinha os nomes em escrita javanesa, mas eu tinha comigo um javanês que sabia ler e escrever. Envio a Vossa Alteza esta peça, que Francisco Rodrigues traçou da outra, na qual Vossa Alteza pode ver verdadeiramente de onde vêm os Chineses e os Gores, e o rumo que os vossos navios devem tomar para as Ilhas do Cravo, e onde estão as minas de ouro, e as ilhas de Java e Banda.

— Carta de Albuquerque a D. Manuel I de Portugal, 1 de abril de 1512.
Algumas das informações indicam que já haviam sido feitas adaptações com base em mapas portugueses saqueados da feitoria em 1509. Munidos com tal conhecimento, os portugueses aprenderam o caminho para as semi-lendárias "Ilhas das Especiarias" e, em novembro, Albuquerque organizou uma expedição de três naus e 120 homens para chegar até ao dito arquipélago, sob o comando de António de Abreu, que antes estivera ao comando do junco. Foi o primeiro europeu a navegar no Oceano Pacífico.
Quando Albuquerque anunciou que partiria de volta para Goa, os habitantes imploraram que não o fizesse, mas, tendo o governador deixado Malaca em janeiro de 1512, fizeram luto. Na ponta noroeste de Sumatra, a frota enfrentou um temporal que afundou a nau de Albuquerque, a Flor do Mar, com a perda de documentos, uma carta oficial do rei do Sião e os despojos e presentes destinados a D. Manuel, com excepção de um grande rubi, uma espada ricamente decorada e um cálice de ouro enviado pelo rei do Sião, que a tripulação conseguiu resgatar.
Em 1513, Jorge Álvares partiria de Malaca e chegaria a Cantão, finalmente fazendo contacto com a China.

### Defesa de Malaca e o destino do sultão deposto

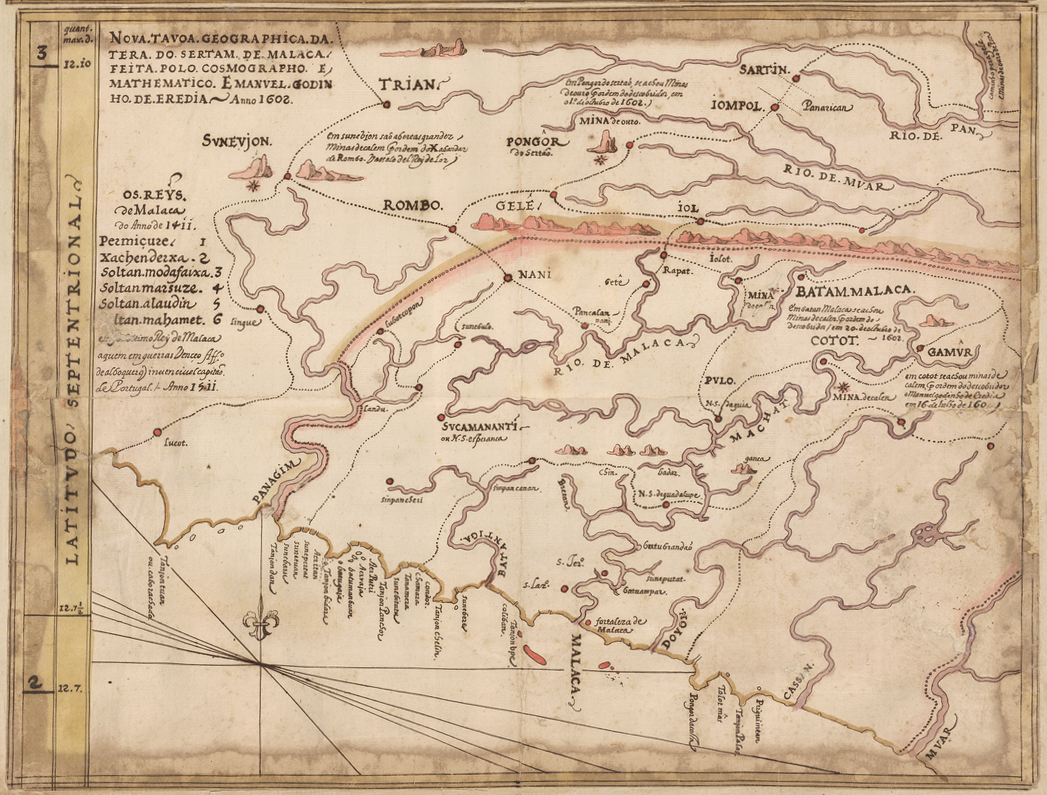
Mapa português da região de Malaca, executado por Manuel Godinho de Erédia.

Pouco tempo depois da partida de Albuquerque, a cidade foi assediada por um exército do sultão Mamude, mas por então já os portugueses podiam contar com o auxílio com mais de 500 guerreiros malaios para os ajudar a repelir o ataque.
Em maio, os portugueses, juntamente com mais de 2.000 auxiliares locais sob o comando de Gaspar de Paiva, forçaram o sultão a abandonar o seu acampamento junto ao rio Muar
O sultão Mamude retirou-se então para o Sultanato de Pão, onde por pouco não foi assassinado. Mudou-se depois para Bintão, um reino insular a sudeste de Singapura, que ele usurpou e dali continuou a guerrear os portugueses em Malaca, assediando a cidade, o comércio marítimo e sabotando as relações diplomáticas com a China, até que os portugueses finalmente conquistaram Bintão em 1526, e devolveram o território ao seu rei legítimo, que avassalaram.
O sultão Mamude retirou-se depois para Campar, em Sumatra, e liderou ali um governo no exílio até sua morte em 1527. 
O seu filho, Alauddin, viria a fundar o Sultanato de Jor, e desenvolver relações mais ou menos pragmáticas com os portugueses, por vezes entrando em guerra com eles e por outras comerciando pacificamente.

## Relacionado
- Comunidade Cristang
- Fortaleza de Malaca
- Malaca Portuguesa
- Lista de governadores da Malaca Portuguesa
- Sultanato de Malaca